# Gmina Koszarawa
Gmina Koszarawa je vesnická gmina v okrese Żywiec ve Slezském vojvodství v Polsku. V letech 1975–1998 administrativně náležela pod Bílské vojvodství.
Sídlo gminy je v obci Koszarawa.
V gmině žije přibližně 2 400 obyvatel.

## Poloha
Gmina leží v údolí mezi pohořími Beskid Makowski a Beskid Żywiecki. Území o rozloze 31,56 km² je otočeno pásmem horských skupin Mędralová skupina, Jałowiecké pásmo, Solniské pásmo a Laskowské pásmo. Gminou protéká řeka Koszarawa.
Podle údajů z roku 2002 z celkové rozlohy byla 44 % orná půda a 55 % lesní půda.
Sousedí s gminou Jeleśnia, Stryszawa, Zawoja a se Slovenskem.

## Starostenství
Gmina má tři starostenství Koszarawa Bystra, Koszarawa Cicha a Koszarawa Wieś.